# YouTube Premium
YouTube Premium (anciennement Music Key puis YouTube Red) est un service d'abonnement en streaming payant qui propose une diffusion en continu sans publicités de toutes les vidéos hébergées sur YouTube, un contenu original exclusif produit en collaboration avec les principaux créateurs du site, ainsi qu'une lecture hors connexion et une lecture en arrière-plan de vidéos sur mobile.

Logo de YouTube Red de 2017 à 2018, avant d'être renommé en YouTube Premium.

Le service a été lancé en novembre 2014 sous le nom de Music Key, offrant uniquement la diffusion en continu de la musique et des vidéos de musique des labels participants sur YouTube et Google Play Music,,. Le service a ensuite été révisé et relancé sous le nom de YouTube Red le 31 octobre 2015, élargissant ainsi sa portée pour offrir un accès sans publicité à toutes les vidéos de YouTube, par opposition à de la musique uniquement. YouTube a annoncé que le service serait renommé YouTube Premium le 17 mai 2018, parallèlement au retour d'un service d'abonnement YouTube Music distinct,.

## Fonctionnalités
Un abonnement YouTube Premium permet aux utilisateurs de regarder des vidéos sur YouTube sans publicités sur le site Web et ses applications mobiles comme YouTube Music, YouTube Gaming et YouTube Kids. Grâce aux applications, les utilisateurs peuvent également enregistrer des vidéos sur leur appareil pour les visualiser hors ligne et les lire en arrière-plan,. YouTube Premium propose également un contenu original exclusif aux abonnés, créé et publié par les plus grands créateurs de YouTube. Le service offre également une diffusion de musique sans publicités par le biais des services YouTube Music Premium et Google Play Music. En 2021, une nouvelle version d'abonnement appelée YouTube Premium Lite a été introduite dans des pays tels que la Belgique, le Danemark, la Finlande, le Luxembourg, la Norvège et la Suède. Le plan ne propose aucune publicité et se situe entre YouTube Premium et YouTube gratuit.

## Contenus
YouTube Premium propose notamment le visionnage de vidéos YouTube sans publicités, ainsi que des programmes originaux comme des films et des séries produits en collaboration avec des studios professionnels et des personnalités de YouTube.
Pour les séries de plusieurs épisodes, le premier épisode d'une série originale de YouTube Premium est disponible gratuitement. Dans certains pays où le service n'est pas encore disponible, vous pouvez également acheter des épisodes individuels via YouTube ou Google Play Films & TV,.
En novembre 2018, Google prévoyait d'adapter sa stratégie de contenu d'origine à YouTube Premium avec une approche «unique», avec pour objectif de rendre le contenu plus original disponible sans paiement sur une base financée par la publicité d'ici 2020. L'abonnement Premium couvrirait toujours un accès sans publicités et des exclusivités pour le contenu original.
Parmi ces derniers, des films, documentaires, ou encore des séries, principalement anglophones. Pour l'instant (octobre 2020), seuls deux programmes originaux en français sont proposés depuis l'ouverture du service en 2018 :
- Groom, série comique en 10 épisodes réalisée par le Studio Bagel.
- Les Emmerdeurs, série comique réalisée par Golden Moustache, également en 10 épisodes.

## Disponibilité géographique
Le 3 novembre 2020, YouTube Premium est disponible dans les territoires suivants à travers le monde :
Samoa américaines, Argentine, Aruba, Australie, Autriche, Bahreïn, Biélorussie, Belgique, Bermudes, Bolivie, Bosnie-Herzégovine, Brésil, Bulgarie, Canada, Îles Caïmans, Chili, Colombie, Costa Rica, Croatie, Chypre, République tchèque, Danemark, République dominicaine, Équateur, Égypte, Salvador, Estonie, Finlande, France, Guyane française, Polynésie française, Allemagne, Grèce, Guadeloupe, Guam, Guatemala, Honduras, Hong Kong, Hongrie, Islande, Inde, Indonésie, Irlande, Israël, Italie, Japon, Koweït, Lettonie, Liban, Liechtenstein, Lituanie, Luxembourg, Malaisie, Malte, Mexique, Pays-Bas, Nouvelle-Zélande, Nicaragua, Nigeria, Macédoine du Nord, Îles Mariannes du Nord, Norvège, Oman, Panama, Papouasie-Nouvelle-Guinée, Paraguay, Pérou, Philippines, Pologne, Portugal, Porto Rico, Qatar, Roumanie, Russie, Arabie saoudite, Serbie, Singapour, Slovaquie, Slovénie, Afrique du Sud, Corée du Sud, Espagne, Suède, Suisse, Taïwan, Thaïlande, Turquie, Îles Turks-et-Caïcos, Îles Vierges américaines, Ukraine, Émirats arabes unis, Royaume-Uni, États-Unis, Uruguay et Venezuela.
Certaines provinces et territoires ne prennent pas en charge les abonnements payants de YouTube, même si le pays de rattachement comme la France métropolitaine est répertorié dans la disponibilité géographique.
Prix des abonnements par Pays
Le prix de l'abonnement YouTube Premium varie en fonction des pays où vous vous localisez (dernière mise à jour le 1er octobre 2024) :
| Pays                | Prix de l'abonnement individuel (monnaie locale) | Prix de l'abonnement individuel (Euros) | Prix de l'abonnement familial (monnaie locale) | Prix de l'abonnement familial (Euros) | Source |
| ------------------- | ------------------------------------------------ | --------------------------------------- | ---------------------------------------------- | ------------------------------------- | ------ |
| Allemagne           | 12,99 €/mois                                     | 12,99 €/mois                            | 23,99 €/mois                                   | 23,99 €/mois                          | [ 15 ] |
| Arabie saoudite     | 26.99 SAR/mois                                   | 6,50 €/mois                             | 49.99 SAR/mois                                 | 12,04 €/mois                          | [ 16 ] |
| Argentine           |                                                  |                                         |                                                |                                       |        |
| Belgique            | 13,99 €/mois                                     | 13,99 €/mois                            | 25,99 €/mois                                   | 25,99 €/mois                          | ,      |
| Brésil              |                                                  |                                         |                                                |                                       |        |
| Canada              | 12,99 CA$/mois                                   | 8,70 €/mois                             | 22.99 CA$/mois                                 | 15,39 €/mois                          | ,      |
| Colombie            | 20,900 COP/mois                                  | 7,78 €/mois                             | 41,900 COP/mois                                | 9,59 €/mois                           | [ 16 ] |
| Danemark            | 139 DKK/mois                                     | 18,63 €/mois                            | 259 DKK/mois                                   | 34,72 €/mois                          | [ 16 ] |
| Émirats arabes unis | 26.99 AED/mois                                   | 6,63 €/mois                             | 48.99 AED/mois                                 | 12,04 €/mois                          | [ 16 ] |
| États-Unis          | 13.99 US$/mois                                   | 12,63 €/mois                            | 22,99 US$/mois                                 | 20,76 €/mois                          | ,      |
| France              | 12,99 €/mois                                     | 12,99 €/mois                            | 23,99 €/mois                                   | 23,99 €/mois                          | ,      |
| Inde                | 129 INR/mois                                     | 0,01 €/mois                             |                                                |                                       | [ 15 ] |
| Indonésie           | 69,000 IDR/mois                                  | 0,004 €/mois                            | 139 IDR/mois                                   | 0,008 €/mois                          | [ 16 ] |
| Irlande             | 13,99 €/mois                                     | 13,99 €/mois                            | 25,99 €/mois                                   | 25,99 €/mois                          | ,      |
| Italie              | 13,99 €/mois                                     | 13,99 €/mois                            | 25,99 €/mois                                   | 25,99 €/mois                          | ,      |
| Japon               |                                                  |                                         |                                                |                                       |        |
| Malaisie            | 20.90 MYR/mois                                   | 4,53 €/mois                             | 41.90 MYR/mois                                 | 9,00 €/mois                           | [ 16 ] |
| Norvège             | 169 NOK/mois                                     | 14,39 €/mois                            | 269 NOK/mois                                   | 22,90 €/mois                          | [ 16 ] |
| Pays-Bas            | 13.99 €/mois                                     | 13.99 €/mois                            | 25.99 €/mois                                   | 25.99 €/mois                          | [ 16 ] |
| Royaume-Uni         | 12,99 £/mois                                     | 15,59 €/mois                            | 19.99 £/mois                                   | 23,99 €/mois                          | ,      |
| Singapour           | 13,98 S$/mois                                    | 9,80 €/mois                             | 27.98 S$/mois                                  | 19,62 €/mois                          | [ 16 ] |
| Suède               | 149 SEK/mois                                     | 13,11 €/mois                            | 279 SEK/mois                                   | 24,55 €/mois                          | ,      |
| Suisse              | 17,90 CHF/mois                                   | 19,10 €/mois                            | 33,90 CHF/mois                                 | 36,18 €/mois                          | ,      |
| Tchéquie            | 209 CZK/mois                                     | 8,26 €/mois                             | 389 CZK/mois                                   | 15,38 €/mois                          | [ 16 ] |
| Thaïlande           | 179 THB/mois                                     | 4,97 €/mois                             | 359 THB/mois                                   | 9,96 €/mois                           | [ 16 ] |
| Turquie             | 57,99 TRY/mois                                   | 1,53 €/mois                             |                                                |                                       | [ 15 ] |

### Abonnement Premium en voyage
Il est possible que les utilisateurs de YouTube Premium ne puissent pas accéder à l'ensemble des avantages de l'abonnement s'ils se rendent dans un territoire non pris en charge par YouTube Premium, ils ne leur seraient plus possible ni de télécharger des vidéos ni d'en profiter en arrière-plan, et les vidéos téléchargées avant leur départ ne seront plus disponibles hors-connexion après 30 jours. Il leur est néanmoins possible de regarder toutes les séries et tous les films YouTube Originals, mais il est possible que les fonctionnalités de téléchargement et de lecture en arrière-plan de ces contenus ne soient plus disponibles dans ce cas-là.
Il est possible aux utilisateurs de YouTube Premium et YouTube Music Premium d'avoir accès à tous les avantages du service de la bibliothèque musicale de YouTube Music dans les territoires hors de portée de leur abonnement payant, les téléchargements restent disponibles hors-connexion pendant 30 jours et les contenus musicaux restent disponibles pendant 6 mois.